# Velgošti

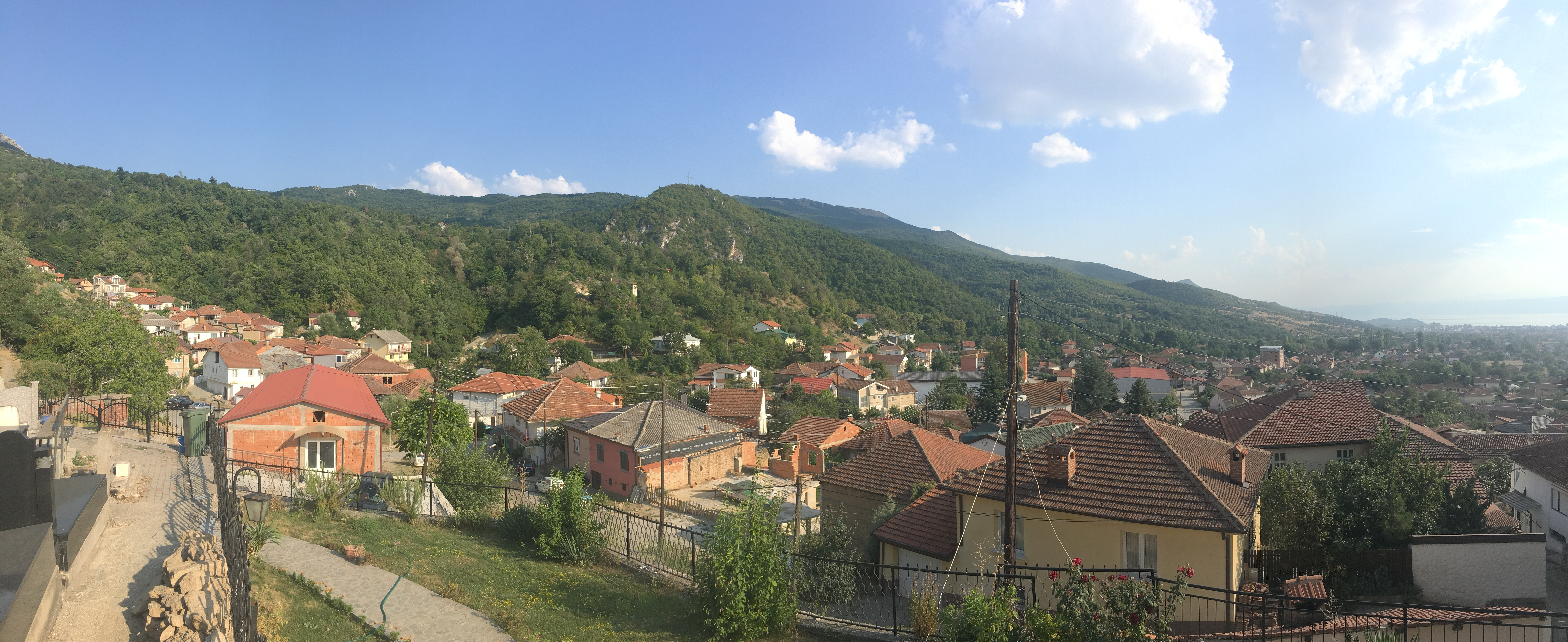
Panoramatický pohled na Velgošti

Velgošti (makedonsky: Велгошти) je vesnice v Severní Makedonii. Nachází se v opštině Ochrid v Jihozápadním regionu. Stojí zde základní škola Živka Činga, pojmenovaná po spisovateli, který se zde narodil.
Podle sčítání lidu z roku 2002 zde žije 3 060 obyvatel. Etnickými skupinami jsou:
- Makedonci – 3 002
- Srbové – 8
- Arumuni – 10
- ostatní – 40